# 巴克沙拉河
巴克沙拉河（烏克蘭語：Бакшала），是烏克蘭的河流，位於該國南部，屬於南布格河的支流，發源自弗拉迪伊夫卡，流經尼古拉耶夫州，河道全長48公里，流域面積766平方公里。